# Jaleen Smith
Jaleen Devon Smith (Freeport, Teksas, 24. studenog 1994.) američki je košarkaš koji igra za hrvatsku reprezentaciju. Pokriva pozicije organizatora igre i beka. Trenutno igra za KK Partizan. 

## Sveučilišna košarka
Smith je pohađao srednju školu Brazosport u svom rodnom gradu Freeportu, gdje je igrao košarku. Nastavio je igrati četiri sezone sveučilišne košarke na Sveučilištu New Hampshire. Imao je prosjek od 15,8 poena, 6,4 skoka i 4,3 asistencije po utakmici. Smith je dva puta bio izbor druge momčadi Sveameričke istočne konferencije. Završio je fakultetsku karijeru kao najbolji u Wildcatsima svih vremena po broju odigranih utakmica (122). Također je peti po broju postignutih poena (1397) i asistencija (364). Smith je postao prvi igrač u povijesti Wildcatsa koji je zabilježio više od 1000 poena, 260 asistencija i 600 skokova.

## Klupska karijera
Smith je profesionalnu karijeru započeo 2017. u njemačkom drugoligašu Heidelbergu. Dana 21. srpnja 2019. prelazi u Riesen Ludwigsburg, koji je tada igrao u Bundesligi, najjačoj njemačkoj košarkaškoj ligi.Dobitnik je nagrade za najkorisnijeg igrača Bundeslige u sezoni 2020./'21. Smith je imao prosjek od 15,7 poena, 5,3 skokova, 5,6 asistencija i 1,7 ukradenih lopti po utakmici te sezone.
Dana 25. kolovoza 2021. Smith je potpisao trogodišnji ugovor s Albom Berlin, a dana 20. srpnja 2023., sklopio je dvogodišnji ugovor s Virtusom Bologna. S Virtusom je osvojio talijanski Superkup nakon što je u finalu pobijedio Bresciju. Dana 24. prosinca 2023. godine napušta Virtus i prelazi u KK Partizan s kojim potpisuje ugovor do kraja sezone 2023./'24.

## Reprezentativna karijera
U srpnju 2022. Hrvatski košarkaški savez iskazao je interes za Smitha. U kolovozu 2022. Smith je debitirao za hrvatsku reprezentaciju u prijateljskoj utakmici protiv Bugarske. Prvu službenu utakmicu za hrvatsku reprezentaciju odigrao je u pretkvalifikacijama za Europsko prvenstvo 2025. protiv Poljske. Smith je treći naturalizirani američki košarkaš koji je zaigrao za hrvatsku seniorsku momčad. Prije njega za Hrvatsku su igrali Dontaye Draper i Oliver Lafayette.